# Callianira triploptera
Callianira triploptera är en kammanetart som beskrevs av Jean-Baptiste Lamarck 1843. Callianira triploptera ingår i släktet Callianira och familjen Mertensiidae. Inga underarter finns listade i Catalogue of Life.